# Gijze Stroboer
Gijze Stroboer (Amsterdam, 24 mei 1954) is een voormalig waterpolospeler, die Nederland tweemaal vertegenwoordigde bij de Olympische Spelen.

## Sportieve prestaties
Als pupil van Jan Stender en Marianne Heemskerk won Stroboer zilveren en bronzen medailles tijdens de Nederlandse Zwemkampioenschappen vrije slag op de 100, 200 en 400 meter.
Stroboer is Nederlands recordhouder in het behalen van landstitels en vele bekerkampioenschappen waterpolo. Op 17-jarige leeftijd werd Stroboer geselecteerd voor het Nationale Waterpoloteam en ging als jongste basisspeler naar de Olympische Spelen van München in 1972. De terroristische aanslag maakt diepe indruk. Bij de filmpremière van "Munich" van Steven Spielberg was Stroboer als eregast aanwezig. In Montréal 1976 werd een bronzen olympische medaille veroverd. De waterpoloploeg werd tijdens het “Nationale Sportgala” in dat jaar gekozen tot “Sportploeg van het Jaar”. Deze prestaties gelden als de hoogtepunten in de Nederlandse waterpolo-geschiedenis.
Stroboer heeft bij twee clubs gespeeld: De Robben uit Hilversum en AZC uit Alphen aan den Rijn. Hij speelde ruim 150 keer in het nationale team, waaronder twee Olympische Spelen, een deelname aan het EK en drie keer aan WK's.

## Bestuurlijke werkzaamheden in de sport
Stroboer was voorzitter van de Nederlandse Vereniging Olympische Deelnemers (NVOD). Deze vereniging met circa 900 leden organiseert voor olympische topsporters allerlei evenementen. Stroboer is bij de NVOD benoemd tot lid van verdienste. Samen met roeier Jaap Reesink vertegenwoordigde Stroboer namens de NVOD alle olympische sporters uit Nederland bij het IOC in Lausanne. De NVOD is mede oprichter van de WOA in Lausanne met inmiddels wereldwijd 100.000 Olympiërs samen in een uniek netwerk. 

## Loopbaan na zijn sportcarrière
Stroboer koos na zijn sportcarrière een loopbaan op het terrein van de kennis/vaardigheden en marketing in het vastgoed delen, zoals het mede oprichten van de Amsterdam School of Real Estate ASRE, naar voorbeeld van de MIT en is mede-eigenaar van bedrijven geweest zoals, Fotoxperience, de Vastgoed Business School, Real Estate Business School REBS.